# Apostasia wallichii
Apostasia wallichii är en orkidéart som beskrevs av Robert Brown. Apostasia wallichii ingår i släktet Apostasia och familjen orkidéer. Inga underarter finns listade i Catalogue of Life.

## Bildgalleri

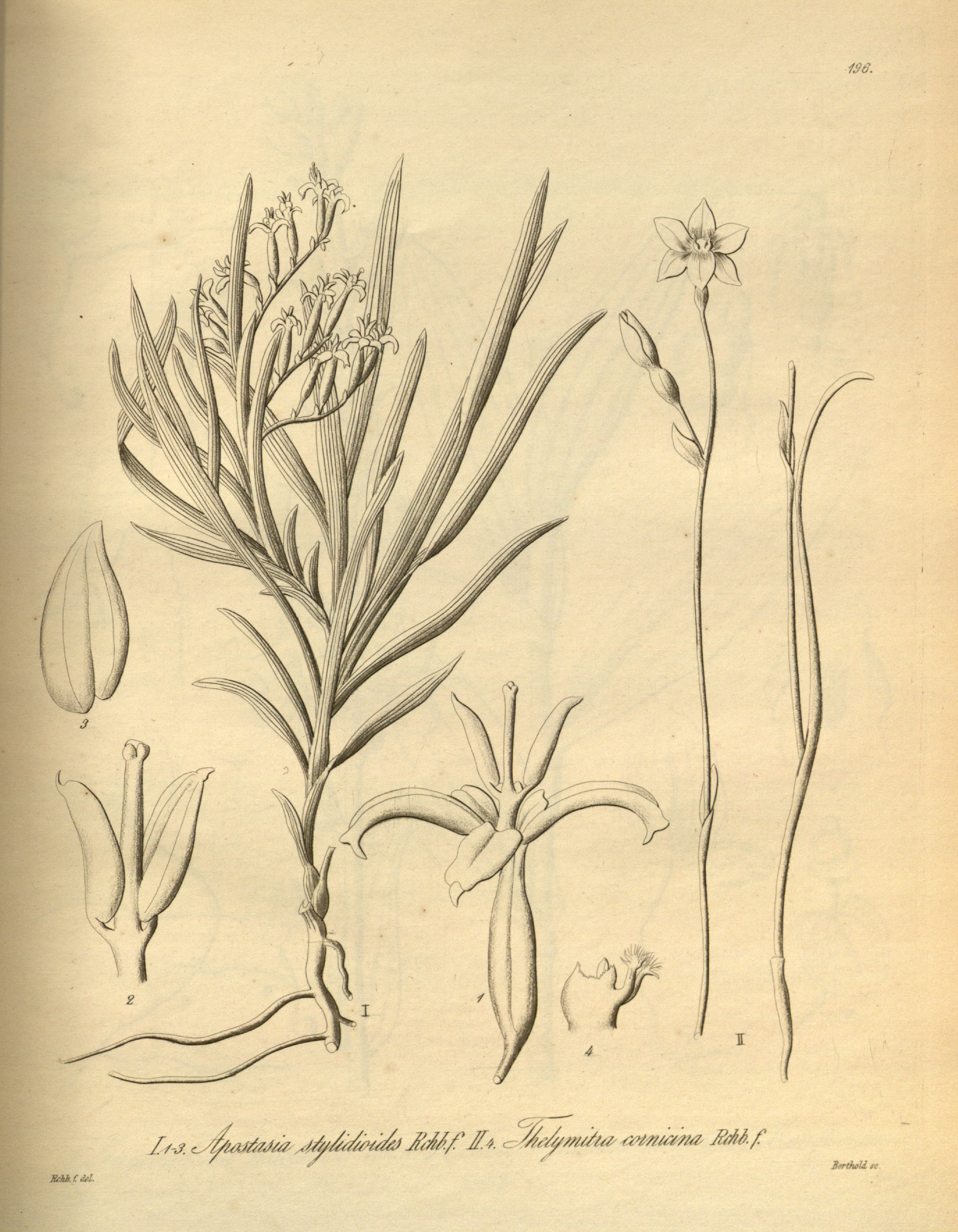